# Borys Wrzesnewskyj
Borys Wrzesnewskyj (né le 10 novembre 1960 à Toronto) est un homme politique canadien d'origine ukrainienne ; il est actuellement député à la Chambre des communes du Canada, représentant la circonscription ontarienne de Etobicoke-Centre sous la bannière du Parti libéral du Canada.

## Biographie
Né à Etobicoke, il fait ses études au Upper Canada College. Il obtient un baccalauréat en commerce du Trinity College de l'Université de Toronto. Wrzesnewskyj est connu pour son travail humanitaire auprès des enfants en Ukraine. Il est actif au sein de la délégation canadienne à l'élection présidentielle ukrainienne contestée de 2004, s'adressant fréquemment aux médias canadiens au nom de la délégation.
Il se retrouve au centre d'une controverse lorsque plusieurs médias rapportent 21 août 2006 qu'il aurait affirmé que le Hezbollah devrait être retiré de la liste des organisations terroristes. Il aurait fait cette déclaration après avoir visité des villes endommagées par les bombardements israéliens lors du conflit israélo-libanais de 2006, lors d'une tournée du Liban effectuée en compagnie de la néo-démocrate Peggy Nash et de la bloquiste Maria Mourani et organisée par le Conseil national des relations canado-arabes.
Wrzesnewskyj est sévèrement critiqué par beaucoup de ses collègues députés pour ses commentaires, autant du Parti conservateur au pouvoir qu'au sein de son propre parti. Il diffuse le lendemain un communiqué de presse niant avoir tenu de tels propos, affirmant que « au contraire, le Hezbollah est une organisation terroriste » qui s'est « rendu coupable de crimes de guerre en envoyant des roquettes sur des secteurs civils. » Il affirme dans le communiqué qu'il voulait simplement que la loi canadienne sur le terrorisme soit réexaminée pour permettre de négocier avec le Hezbollah (la loi ne permet pas au Canada de négocier avec des organisations apparaissant sur la liste.) 
Le mercredi 23 août 2006, il démissionne de son poste de porte-parole adjoint en matière d'affaires étrangères après que deux candidats à la direction du Parti libéral, Scott Brison et Carolyn Bennett, aient qualifié ses propos d'irresponsables et réclamé sa démission,
.